# Elisa Mainardi
Elisa Mainardi (Roma, Italia, 27 de julio de 1930 - Roma, 8 de mayo de 2016) fue una actriz de teatro, televisión y cine italiana.

## Biografía y carrera
Nacida en Roma, Mainardi estudió en la escuela de actuación de Peter Sharoff y su debut teatral se produjo en 1956, cuando participó en la interpretación de Corruzione a palazzo di giustizia, obra de Ottavio Spadaro, junto con Salvo Randone. La crítica alabó su actuación. Poco después consiguió los papeles de protagonista en Il sorriso della Gioconda, obra dirigida por Ernesto Grassi, y en La penna, cuyo director fue Lucio Chiavarelli. Asimismo, fue la protagonista de una obra de Luciano Salce titulada Colombe di Anouilh. Consiguió papeles protagonistas en obras dirigidas por Luchiano Visconti, Giorgio De Lullo, Silverio Blasi y Alessandro Fersen. Mainardi también participó en producciones televisivas y en varias películas. Trabajó en varias ocasiones con Federico Fellini.
Falleció el 8 de mayo de 2016, a los 85 años de edad.

## Filmografía seleccionada
| - La Vendetta (1962) - I figli del leopardo (1965) - Satiricón (1969) - Diario secreto de una cárcel de mujeres (1973) - El ojo del laberinto (1972) - Roma (1972) - Casanova (1976) | - Bordella (1976) - Il commissario di ferro (1978) - Café Express (1980) - El marqués del Grillo (1981) - Dos primos y un destino (1981) - Borotalco (1982) - Y la nave va (1983) - Il male oscuro (1990) |